# انجمن روان‌پزشکی آمریکا
انجمن روان‌پزشکی آمریکا (به انگلیسی: American Psychiatric Association) شناخته شده به آپا (مخفف انگلیسی: APA) اصلی‌ترین انجمن صنفی روان‌پزشکان و کارآموزان رشته روان‌پزشکی در ایالات متحده آمریکا، و همین‌طور بزرگترین سازمان روان‌پزشکی در جهان است. از تعداد ۳۷٬۰۰۰ نفر اعضای آن، اکثریت با آمریکایی‌ها است و برخی از اعضای آن نیز از دیگر کشورها هستند. این انجمن مجلات و جزوات متعددی منتشر می‌کند که معروفترین آن‌ها راهنمای تشخیصی و آماری اختلالات روانی (DSM) می‌باشد. در این راهنما برای تشخیص بیماری‌های روانی شناخته شده، نظام کدگذاری‌ای تعریف شده که به عنوان یک راهنمای مرجع به‌طور گسترده در سراسر جهان مورد استفاده و یادکرد است. دفتر مرکزی این سازمان در واشینگتن واقع شده‌ است.
دفتر مرکزی این سازمان در واشنگتن دی سی است.

## مناقشات
در سال ۲۰۲۱ میلادی، APA به دلیل نقش تاریخی خود در تداوم نژادپرستی عذرخواهی کرد.